# Innovative Biosystems and Bioengineering
 «Innovative Biosystems and Bioengineering»  — міжнародний науковий журнал, заснований у 2017. Дочірнє видання, сформоване на основі біологічного напряму журналу "Наукові вісті НТУУ «КПІ».
«Innovative Biosystems and Bioengineering» є щоквартальним рецензованим науковим електронним виданням, читачі якого щойно після публікації випуску мають безплатний доступ до статей без необхідності підписки.

## Галузь та проблематика журналу
- Прикладна біологія та біотехнології: дослідження біологічних об’єктів на всіх рівнях організації живої матерії, що спрямовані на створення корисних людству продуктів і технологій; розробка інноваційних біотехнологій різного призначення; проблеми безпеки при роботі/використанні біологічних об’єктів.
- Біоінженерія та біомедична інженерія: біохімічна, клітинна і тканинна інженерія; біоматеріали та біосумісні матеріали; електронна та комп’ютерна біоінженерія, біомеханічна та реабілітаційна інженерія, біоніка.[3]

## Редакційний штат
Головний редактор: Олександр Галкін, Національний технічний університет України «Київський політехнічний інститут імені Ігоря Сікорського», Україна
Заступник головного редактора: Олександр Солдаткін, Інститут молекулярної біології і генетики НАН України, Україна

## Індексування
Журнал включено до міжнародних баз даних, репозитаріїв та пошукових систем: DOAJ, ROAD, HINARI, CNKI Scholar, J-Gate, ICMJE, Public Knowledge Project Index, JournalTOCs, WCOSJ, Vifabio, EZB, Zeitschriftendatenbank, Bielefeld Academic Search Engine, OpenAir, WorldCat.